# Šimėnas
Šimėnas ist ein litauischer männlicher Familienname.

## Weibliche Formen
- Šimėnaitė (ledig)
- Šimėnienė (verheiratet)

## Personen
- Albertas Šimėnas  (*  1950),  Politiker,   Ministerpräsident
- Jonas Šimėnas (1953–2023),  Politiker, Mitglied des Seimas